# 킬히베르크역
킬히베르크역(독일어: Bahnhof Kilchberg)은 스위스 취리히 킬히베르크 시정촌의 취리히 호수 유역 근처에 위치한 기차역이다. 역은 원래 취리히에서 루체른 간선의 일부를 형성했던 취리히호 좌안선에 위치해 있지만, 대부분의 간선 열차는 현재 대체 치머베르크 베이스 터널 경로를 사용한다. 취리히 S-반의 S8 및 S24 라인이 운행된다.